# 6-моноацетилморфін
6-моноацетилморфін (англ. Normorphine), 6-MAM , 6-ацетилморфін або 6-AM — опіоїд, а також один із трьох активних метаболітів героїну (диацетилморфіну), іншими є морфін і набагато менш активний 3-моноацетилморфін.

## Фармакологічні властивості
6-моноацетилморфін з'являється внаслідок метаболізму героїну. Після першого проходження через печінку 6-моноацетилморфін метаболізується до морфіну або виводиться із сечею. Героїн швидко метаболізується ферментами естеразами в мозку, та має надзвичайно короткий період напіввиведення. Він також має відносно слабку спорідненість з μ-опіоїдними рецепторами, оскільки 3-гідроксигрупа, необхідна для ефективного зв'язування з рецептором, маскується ацетильною групою. Таким чином, героїн діє як проліки, слугуючи ліпофільним транспортером для системної доставки морфіну, який активно зв'язується з μ-опіоїдними рецепторами.

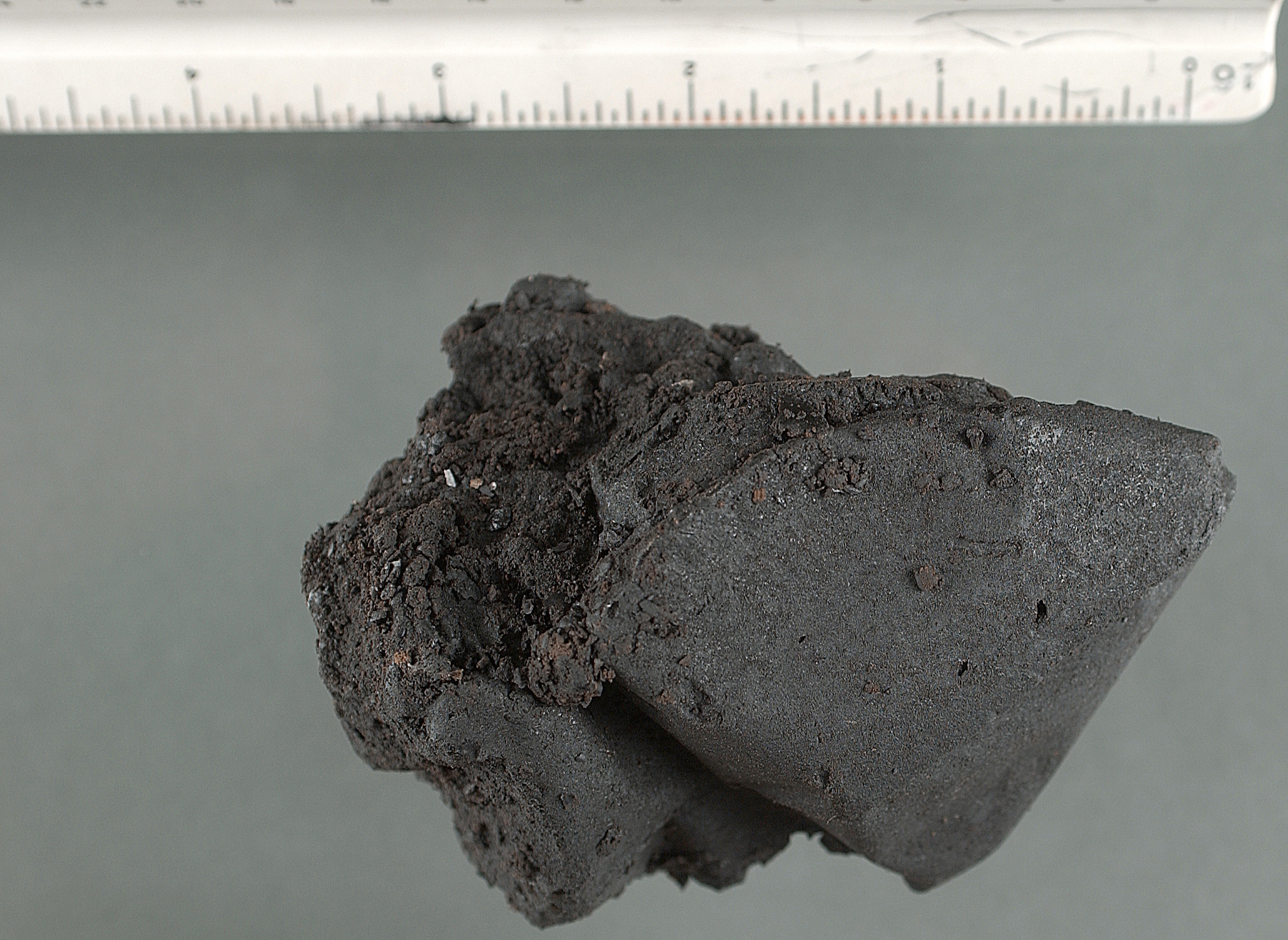
Опій-сирець у вигляді чорної брили героїну

6-моноацетилморфін вже має вільну 3-гідроксигрупу, та має високу ліпофільність героїну, тому він проникає в мозок так само швидко, і не потребує деацетилювання в положенні 6, щоб бути біоактивованим; це робить 6-моноацетилморфін дещо сильнішим, ніж героїн.

## Доступність
6-моноацетилморфін рідко зустрічається в ізольованій формі через труднощі вибіркового ацетилювання морфіну в положенні 6 без також ацетилювання в положенні 3. Однак він міститься у значних кількостях у чорному героїні (опії-сирцю) разом із самим героїном.

## Синтез
Виробництво опію-сирцю призводить до значної кількості 6-моноацетилморфіну в кінцевому продукті. 6-моноацетилморфін приблизно на 30 % активніший, ніж сам диацетилморфін (героїн), тому, незважаючи на менший вміст героїну, героїн із опію-сирцю може бути сильнішим, ніж деякі інші форми героїну. 6-моноацетилморфін можна синтезувати з морфіну, використовуючи як каталізатор крижану оцтову кислоту з органічною основою. Оцтова кислота має бути високої чистоти (97–99 %), щоб вона належним чином ацетилювала морфін у 6-му положенні, ефективно виробляючи 6-моноацетилморфін. Оцтова кислота використовується замість оцтового ангідриду, оскільки вона недостатньо сильна, щоб ацетилювати фенольну 3-гідроксигрупу, але здатна ацетилювати 6-гідроксигрупу, таким чином вибірково виробляючи 6-моноацетилморфін, а не героїн. Оцтова кислота є зручним способом виробництва 6-моноацетилморфіну, оскільки оцтова кислота також не є контрольованою хімікатом, тому що вона є основним компонентом оцту.

## Хімічні властивості

### Виявлення в рідинах організму
Оскільки 6-моноацетилморфін є унікальним метаболітом героїну, його присутність у сечі підтверджує вживання героїну. Це важливо, оскільки імуноаналіз сечі на наркотики зазвичай призначений для виявлення морфіну, який є метаболітом ряду легальних і незаконних опіатів та опіоїдів, таких як кодеїн, морфіну сульфат і героїн. Слідові кількості 6-моноацетилморфіну виводяться приблизно через 6-8 годин після вживання героїну. 6-моноацетилморфін у нормі також міститься в слідових кількостях у мозку щурів і корів.

Ацетильні групи героїну. У 6-моноацетилморфіні верхня група змінюється на водень, утворюючи гідроксильну -групу в 3-положенні.